# Liste von Wassertürmen im Kreis Düren
Die Wassertürme im Kreis Düren stehen in verschiedenen Gemeinden im Kreis Düren in Nordrhein-Westfalen. Nur noch zwei Wassertürme werden heute als solche genutzt.

## Liste
| Bezeichnung                                       | Ort                      | Bemerkungen | Bild |
| ------------------------------------------------- | ------------------------ | --- | ---- |
| Neuer Wasserturm                                  | Düren                    | abgebrochen |      |
| Alter Wasserturm                                  | Düren                    | abgebrochen |      |
| Wasserturm Merken                                 | Düren-Merken             | Der Wasserturm im Dürener Stadtteil Merken steht Ecke Roermonder Straße/Quirinusstraße. Er ist zum Wohnturm umgebaut worden. Der Turm wurde um 1930 erbaut und ist unter Nr. 11/001 in die Denkmalliste der Stadt Düren eingetragen. Darin heißt es: Der zylindrische Turm aus Backstein hat Betongliederungen. Im Unterbau hat der Wasserturm rundbogige Lisenen. Im Inneren war ein Wasserbehälter aus Stahlbeton. |      |
| Maschinenhaus mit Wasserturm der LVR-Klinik Düren | Düren                    | Im Gelände der LVR-Klinik Düren in der Meckerstraße steht ein Wasserturm, der zur Versorgung des Klinikbereiches diente. Der Turm mit dem Maschinenhaus steht unter Nr. 1/001l in der Denkmalliste der Stadt Düren. Dort heißt es: Das Bauwerk hat einen integrierten Wasserturm in neoromanischen Formen. Das zweigeschossige Maschinenhaus ist zur Zentralachse hin traufständig mit einem fünfgeschossigen aufwändig gestalteten Wasserturm auf quadratischem Grundriss mit abgeschrägten Ecken. Das Gebäude wurde aus Backsteinen erbaut. Die Gewände und Gesimse bestehen aus Buntsandstein. Die ursprüngliche Dachkonstruktion wurde im Zweiten Weltkrieg zerstört und durch ein Flachdach ersetzt. Im Inneren befindet sich ein genieteter rechteckiger Stahlbehälter. |      |
| Wasserturm Stetternich                            | Jülich-Stetternich       | In der Nähe des Jülicher Stadtteils Stetternich steht der 42 m hohe Wasserturm, der 1902 erbaut wurde. Nach der Zerstörung des damals in Jülich stehenden Turms im Zweiten Weltkrieg am 16. November 1944 wurde er am Ortsrand von Stetternich 1957 neu aufgebaut. In dem 2005 sanierten Wasserturm können 700 m³ Trinkwasser gespeichert werden, um Druckschwankungen im Wasserleitungsnetz auszugleichen. Der Turm wird von den Stadtwerken Jülich betrieben und ist noch in Betrieb. |      |
| Turmwindmühle Merzenich                           | Merzenich                | Der Turm in Merzenich steht weithin sichtbar Ecke Mühlenstraße/Zum Mühlendriesch. Er wurde als viergeschossige Turmwindmühle im Jahr 1609 aus Backsteinen erbaut. Nachdem im 19. Jahrhundert im Ort eine Dampfmühle erbaut worden war, verlor die Windmühle an Bedeutung und verfiel. 1902 wurde der Turm erhöht, um als Wasserturm genutzt zu werden. Später wurde er als Heimatmuseum genutzt. Heute dient das Gebäude dem örtlichen Verein Kultur und Denkmal als Ausstellungsraum. Der Turm ist unter Nr. 21 in die Denkmalliste der Gemeinde Merzenich eingetragen. Dort heißt es: 1608 laut Inschrifttafel im Mauerwerk; Renovierung und Umbau 1912 laut Wetterfahne; 4-geschossiger runder Backsteinturm mit korbbogiger Durchfahrt im Erdgeschoss, beidseitige Renaissanceportale aus Kalkstein mit Diamantquaderung, unregelmäßige Fenstereinteilung mit Werksteingewänden, der obere Turmbereich 1912 neu aufgemauert, z. T. mit Holzschindeln verkleidet, Schieferdach, über dem stadtseitigen Portal verwitterter Wappenstein. |      |
| Wasserturm Frauwüllesheim                         | Nörvenich-Frauwüllesheim | |      |
| Wasserturm Wissersheim                            | Nörvenich-Wissersheim    | |      |
| Wasserturm Ginnick                                | Vettweiß-Ginnick         | Der 1955 erbaute Wasserturm mit einem Speichervolumen von 400 m³ wird vom Wasserleitungszweckverband der Neffeltalgemeinden in Vettweiß betrieben. |      |